# MP40
El MP40 (Maschinenpistole 40) fue el subfusil de ordenanza más extendido entre las tropas de Alemania durante la Segunda Guerra Mundial. Diseñado por Heinrich Vollmer, con el fin de dotar a los soldados de un arma de asalto, principalmente a las unidades de infantería mecanizada y paracaidistas, se fabricó hasta el final del conflicto. Este subfusil destacaba en el combate a corta distancia pero, al igual que el resto de armas automáticas de la época, era menos efectivo a campo abierto por su escaso alcance. Ésta fue una de las razones que motivaron el diseño del Stg-44, el predecesor de los modernos fusiles de asalto.

## Historia
Después de la llegada de Hitler y del partido nazi al poder en 1933, una de sus principales políticas fue la de desarrollar un programa de rearme, en este contexto, se inició la investigación en torno a una nueva generación de armas. Se llevó a cabo una investigación sobre los tipos de subfusiles existentes en el mundo, incluyendo el Thompson estadounidense.
El Heereswaffenamt (HWA, Oficina de Armamento del Ejército), vio la necesidad de un subfusil, adecuado para el uso por tripulaciones de vehículos blindados y paracaidistas. La firma fabricante de armas alemana Erfurter Maschinenfabrik G.m.b.h, más conocida bajo su nombre comercial Erma, comenzó el desarrollo de una nueva arma bajo las especificaciones del HWA. Cabe señalar que este nuevo subfusil no fue diseñado a partir de cero; era sólo una evolución de un arma prototipo poco conocido, provisionalmente designado como Erma MP-36., una versión compacta del conocido subfusil Erma EMP 35, El Tratado de Versalles había prohibido los subfusiles, pero varios miles de MP 18/I fueron escondidos y conservados.

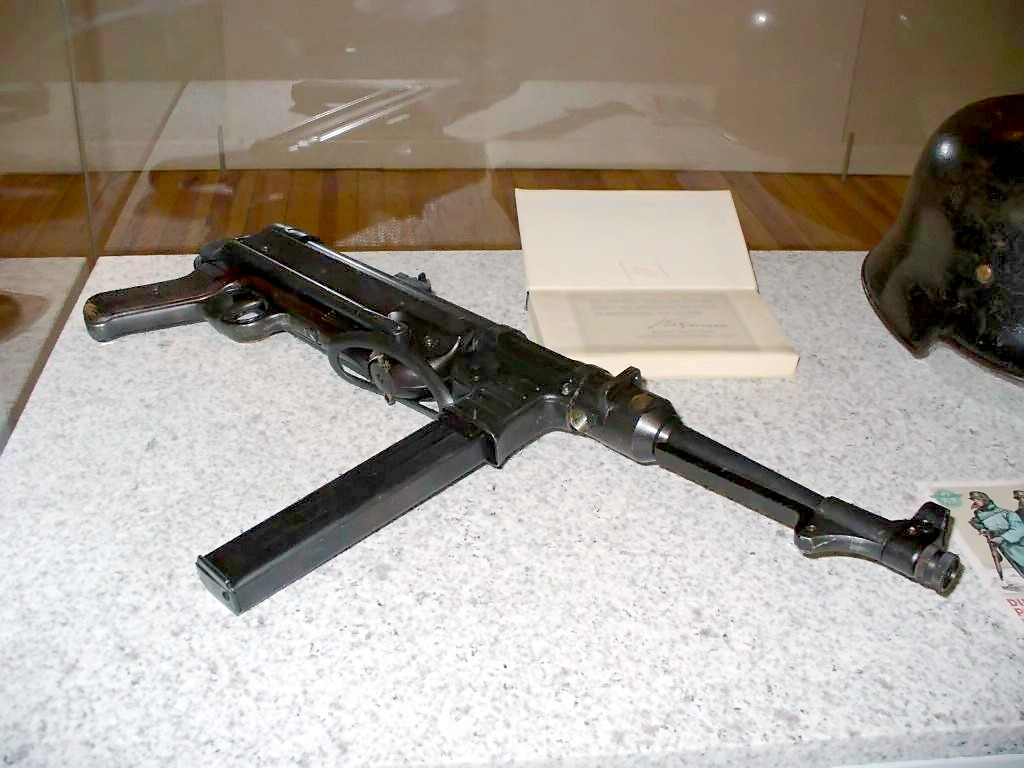
Subametralladora MP40 en museo de Berlín, año 2006

El 17 de julio de 1936 se inicia la guerra civil española y Hitler, que simpatizaba con el bando nacional, envió en su ayuda a la Legión Cóndor. Su experiencia en esta guerra fue de vital importancia, ya que les dio la oportunidad de probar y estudiar una gran cantidad de armas en combate real, incluyendo los subfusiles. También los pioneros de la guerra mecanizada (Guderian, Manstein y Rommel) solicitaron el desarrollo de un subfusil para dotar a las unidades de Granaderos Panzer (Panzergrenadier). Respondiendo a estos requerimientos, Heinrich Vollmer comenzó a desarrollar un arma de este tipo en que se plasmarían los conceptos establecidos. En 1938, el director de Erma, Berthold Geipel, fue solicitado en Berlín y se le pidió que acelerara el desarrollo del arma, que sería destinada a la infantería mecanizada y a los paracaidistas. Unos meses más tarde, el subfusil MP38 sería aprobado por el alto mando alemán. Este modelo, en comparación con otros subfusiles de la época, era mucho más fácil de fabricar y más económico debido a los materiales y métodos usados.
La guerra se iniciaría el 1 de septiembre de 1939 con la invasión de Polonia. La experiencia con estas armas indujo a realizar algunos cambios, que primero fueron presentados en una versión intermedia (MP38/40) y luego incorporados en la versión inicial del MP40. El MP40 era un rediseño del MP38, con el objetivo de facilitar su fabricación en masa y disminuir el costo: se redujeron las partes fabricadas en torno y fresadora y se cambiaron por piezas hechas en acero estampado. También se aumentó la seguridad de este, ya que el MP38 carecía de un sistema de seguro. El nombre deriva de las iniciales de Maschinen pistole (pistola ametralladora) y del año 1940, fecha de su introducción.

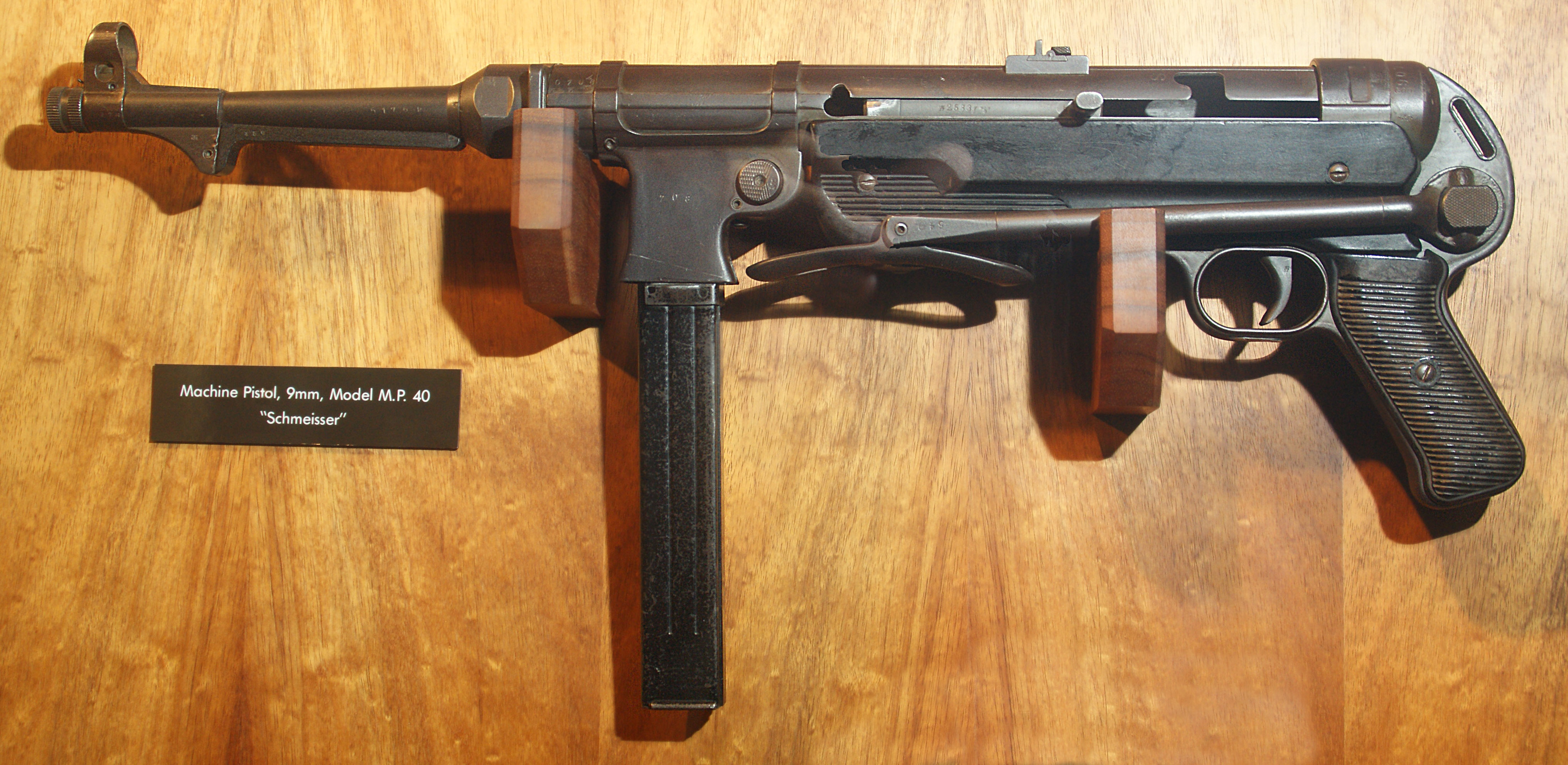
Modelo M.P. 40 "Schmeisser", en exhibición del Museo Battery Randolf US Army, Honolulu, Hawái.

El MP40 fue llamado a menudo Schmeisser por los aliados, por el diseñador de armas Hugo Schmeisser. Aunque el nombre es evocador, Hugo Schmeisser no diseñó el MP40, pero colaboró con el MP41, el cual en esencia es un MP40 con una culata de madera.
A finales de la guerra se habían construido aproximadamente 1.047.000 MP40, miles de los cuales fueron capturados por el Ejército Rojo. Esta arma permaneció en servicio entre las tripulaciones de tanques del ejército noruego hasta la década de los 80. También estuvo involucrado en el conflicto de Indochina en la década de los 50 y en Argelia.

## Diseño

Simone Segouin, miembro de la Resistencia francesa quien capturó a 25 soldados nazis en el área de Chartres, posando con su arma preferida: una MP40.

En los MP40 producidos inicialmente, el brocal del cargador tenía los costados lisos, mientras que en la versión del contingente principal llevaba estrías para fortalecerla y mejor agarre. El MP40/I (a veces erróneamente llamado MP40/II) fue una versión experimental con cargador de 64 cartuchos, pensado en respuesta al subfusil soviético PPSh-41. Introducido a finales de 1943, se dejó de fabricar debido al aumento del peso. Hay alguna variación en las fuentes modernas con respecto a los nombres de las distintas versiones.
Ya en esa época, el uso de una cantidad similar de partes fabricadas en chapa estampada era común en otras armas, por ejemplo, en el Sten, pero era una innovación la culata metálica plegable y el uso de plástico en vez de madera en la empuñadura y el guardamano. Esta arma era muy fiable y de fabricación muy económica. Tenía un retroceso relativamente débil aun cuando se disparaba en ráfaga, debido a su baja cadencia de fuego. Esto permitía que el MP40 fuera más preciso que otros subfusiles de la época, como, por ejemplo, el Thompson.

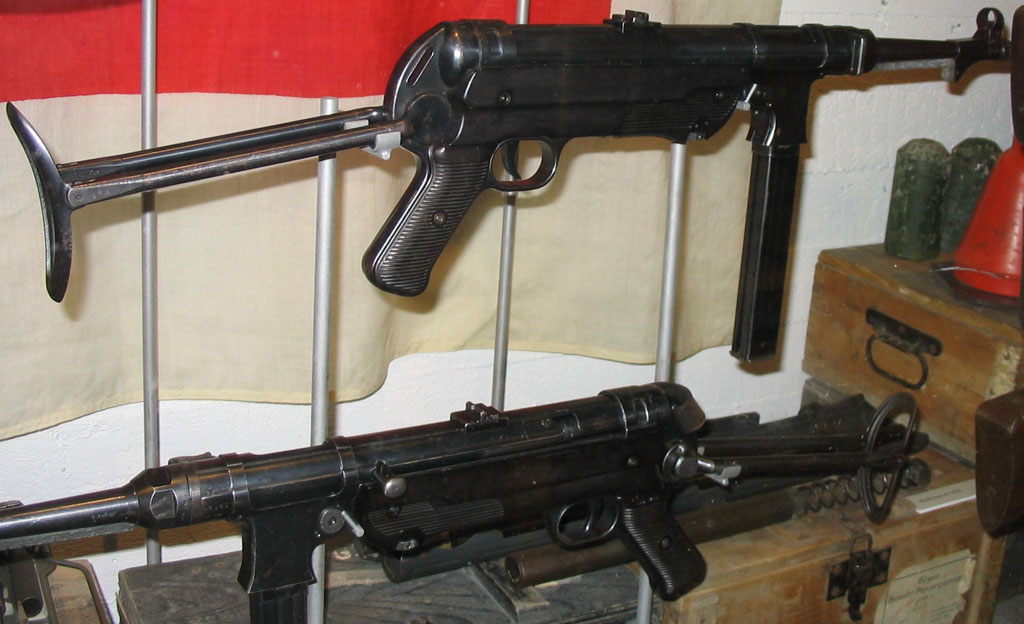
Schmeisser machinpistol alemana MP 40, Museo Skanderborg Búnker, Dinamarca - 2004.

Sin embargo, el muelle del cargador hacía que la munición saliera bastante rápido de este, causando así atascos cuando se llenaba con los 32 cartuchos que permitía; por esto, habitualmente sólo introducían 30 cartuchos como máximo. En el MP40/I, se probó un cargador doble con capacidad para 64 cartuchos; los cargadores estaban uno al lado del otro y al acabarse la munición del primero, se deslizaban horizontalmente para hacer uso del siguiente.
El MP40 tenía una longitud total de 833 mm, y con la culata plegada se acortaba hasta los 630 mm. El extraño espolón cerca del final del cañón fue diseñado para permitir a los soldados fijar el MP40 en las troneras de los TBP (transporte blindado de personal), como el Sdkfz 251.

## Variantes

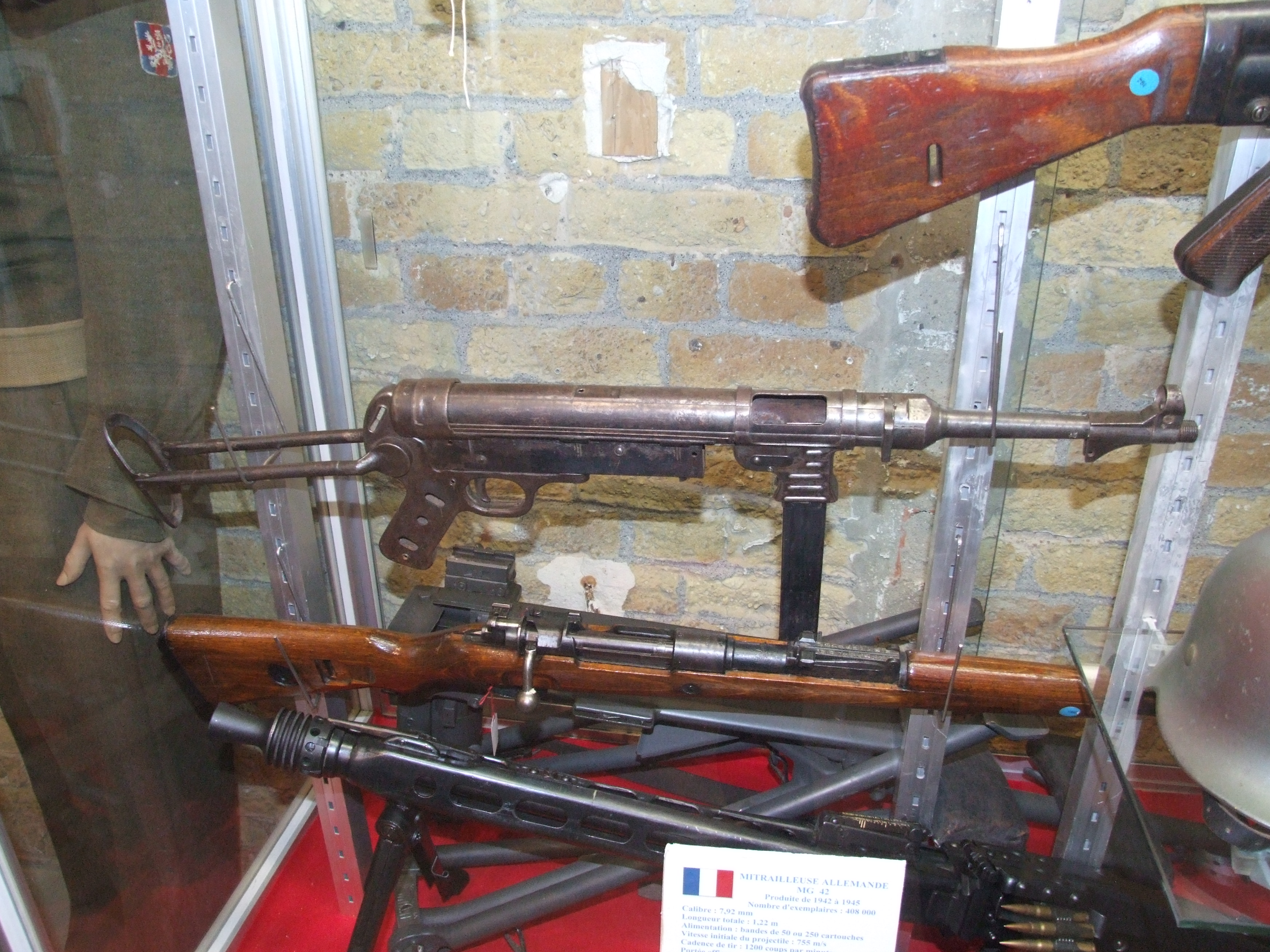
Escaparate con pistolas alemanas en el Mémorial du Souvenir, Dunkerque, Francia; en primer plano de arriba hacia abajo un MP40.

En la década de 1930 se desarrolló el precursor del MP40, informalmente conocido como EMP36. No era de uso militar sino un prototipo de fabricación.
- MP40: versión de la producción principal.
- MP40/I: versión experimental con cargador de 64 cartuchos.
- MP41: en esencia, un MP40 con guardamanos y culata de madera, para las unidades de policía.

El MP40 fue la inspiración para que los diseñadores británicos produjeran el Sten. De hecho, para aprovechar las incautaciones de municiones alemanas el cargador del Sten era una mera copia del MP40, aunque esto trajo problemas de trabado en servicio.

## Especificaciones

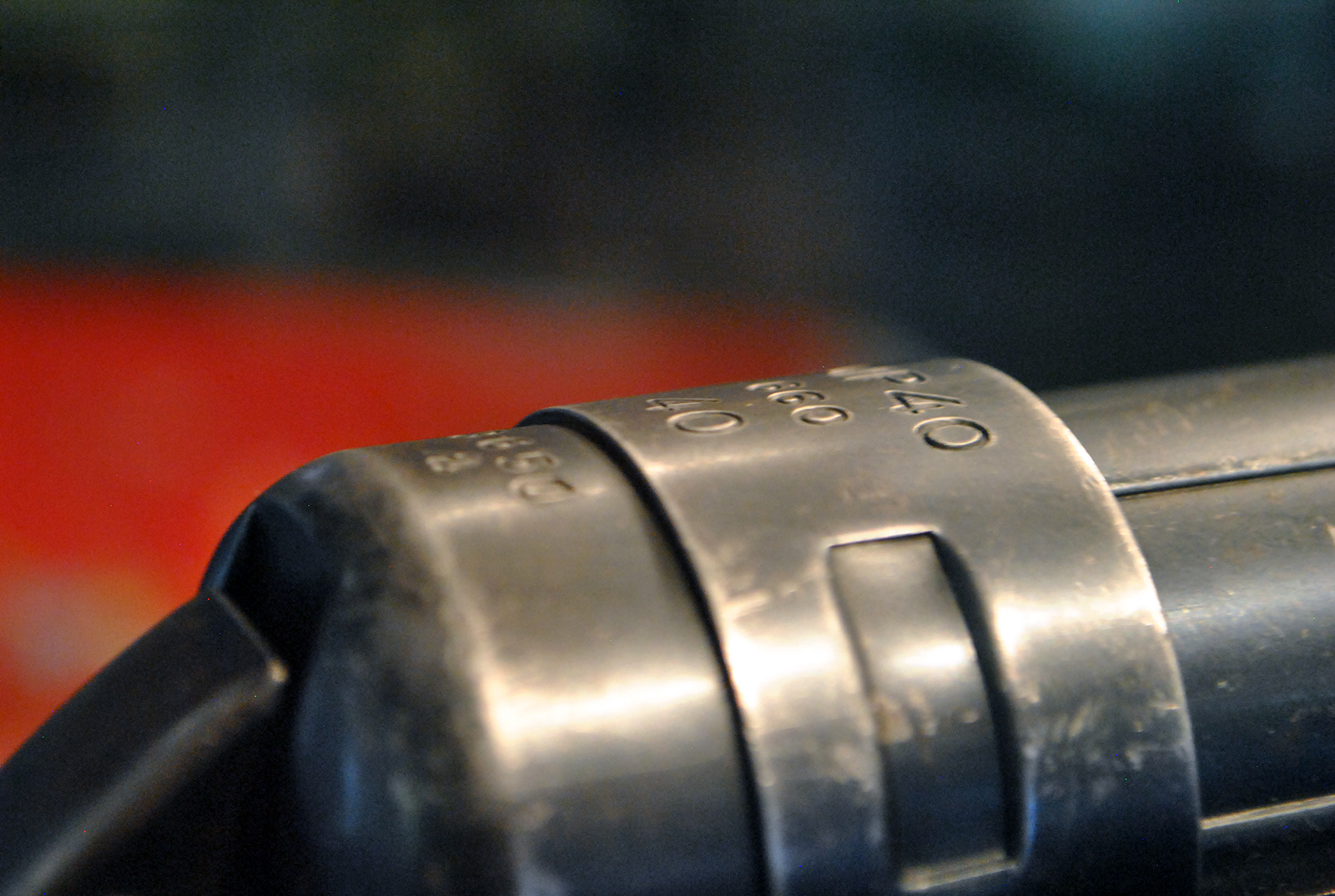
Detalle del cajón de mecanismos de un MP40.

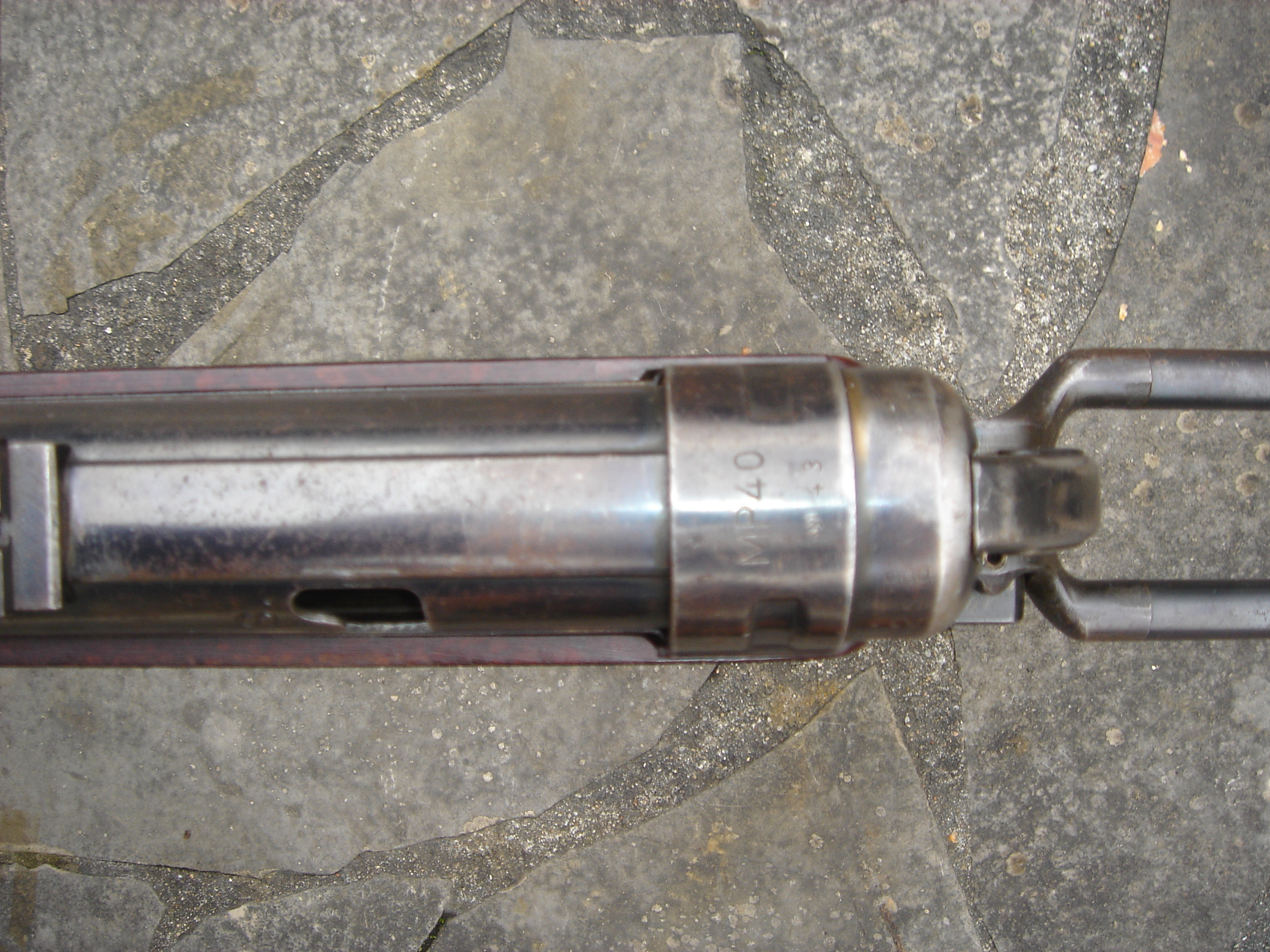
Troquelado Erma, manufacturado en 1943

- Fabricante: Erfurter Werkzeug und Maschinenfabrik (Erma), Haenel y Steyr
- En producción: 1940–1945
- Munición: 9 x 19
- Calibre: 9 mm
- Longitud del cañón: 251 mm
- Estriado: 6 estrías, dextrógiro
- Capacidad del cargador: 32 balas
- Cadencia de fuego: 500-550 disparos por minuto
- Velocidad inicial: 381 m/s
- Mecanismos de puntería: punto de mira fijo y cubierto y alza ajustable a 100 y 200 m
- Peso:

4,03 kg (descargado)
4,70 kg (cargado)
- Longitud:

Culata desplegada: 833 mm
Culata plegada: 630 mm
- Alcance efectivo: 200 m